# Estônia nos Jogos Olímpicos de Verão de 2008
A Estônia competiu nos Jogos Olímpicos de Verão de 2008, em Pequim, na China. O país estreou nos Jogos em 1920 e esta foi sua 10ª participação.
A delegação estoniana, a maior da nação na história dos Jogos Olímpicos, foi a 160ª nação a entrar no Estádio Nacional de Pequim na cerimônia de abertura dos Jogos, após a Irlanda e antes do Haiti. Foram 47 atletas em 13 esportes e 14 modalidades.
O mais velho e mais experiente atleta da delegação foi Jüri Jaanson (42 anos) em sua sexta participação nos Jogos. Ele ganhou sua 2ª medalha olímpica, desta vez no skiff duplo - ele já havia conquistado a medalha de prata em Atenas 2004, porém no skiff simples.

## Medalhas
| Atleta                      | Esporte   | Evento                       | Medalha |
| --------------------------- | --------- | ---------------------------- | ------- |
| Gerd Kanter                 | Atletismo | Arremesso de disco masculino | Ouro    |
| Jüri Jaanson Tõnu Endrekson | Remo      | Skiff duplo masculino        | Prata   |

## Desempenho

### Atletismo
Masculino
| Atletas            | Evento             | Preliminares | Preliminares | Semifinal   | Semifinal   | Final         | Final           |
| Atletas            | Evento             | Marca        | Posição      | Marca       | Posição     | Marca         | Posição         |
| ------------------ | ------------------ | ------------ | ------------ | ----------- | ----------- | ------------- | --------------- |
| Tiidrek Nurme      | 1500 metros        | 3m38s59 (NR) | 22º          | Não avançou | Não avançou | Não avançou   | Não avançou     |
| Pavel Loskutov     | Maratona           |              |              |             |             | 2h39m01s      | 75º             |
| Gerd Kanter        | Arremesso de disco | 64,66m       | 5º           |             |             | 68,82m        | Medalha de ouro |
| Aleksander Tammert | Arremesso de disco | 63,10 m      | 10º          |             |             | 61,38m        | 12º             |
| Märt Israel        | Arremesso de disco | 61,98m       | 14º          |             |             | Não avançou   | Não avançou     |
| Taavi Peetre       | Arremesso de peso  | 19,57m       | 26º          |             |             | Não avançou   | Não avançou     |
| Mikk Pahapill      | Decatlo            |              |              |             |             | 8178 pts (PB) | 11º             |
| Andres Raja        | Decatlo            |              |              |             |             | 8118 pts (PB) | 13º             |

Feminino
| Atletas          | Evento              | Preliminares | Preliminares | Final       | Final       |
| Atletas          | Evento              | Marca        | Posição      | Marca       | Posição     |
| ---------------- | ------------------- | ------------ | ------------ | ----------- | ----------- |
| Anna Iljuštšenko | Salto em altura     | 1,89m        | 21º          | Não avançou | Não avançou |
| Kaire Leibak     | Salto triplo        | 14,19m       | 11º          | 14,13m      | 10º         |
| Ksenija Balta    | Salto em distância  | 6,38m        | 27º          | Não avançou | Não avançou |
| Moonika Aava     | Lançamento de dardo | 56,94m       | 26º          | Não avançou | Não avançou |
| Kaie Kand        | Heptatlo            |              |              | 5677 pts    | 33º         |

### Badminton
Masculino
| Atleta    | Evento  | Fase de 64                        | Fase de 32             | Fase de 16             | Quartas                | Semifinais             | Final                  | Final       |
| Atleta    | Evento  | Adversário e resultado            | Adversário e resultado | Adversário e resultado | Adversário e resultado | Adversário e resultado | Adversário e resultado | Posição     |
| --------- | ------- | --------------------------------- | ---------------------- | ---------------------- | ---------------------- | ---------------------- | ---------------------- | ----------- |
| Raul Must | Simples | POL P. Wacha D 0-2 (14-21; 15-21) | Não avançou            | Não avançou            | Não avançou            | Não avançou            | Não avançou            | Não avançou |

Feminino
| Atleta       | Evento  | Fase de 64                               | Fase de 32             | Fase de 16             | Quartas                | Semifinais             | Final                  | Final       |
| Atleta       | Evento  | Adversário e resultado                   | Adversário e resultado | Adversário e resultado | Adversário e resultado | Adversário e resultado | Adversário e resultado | Posição     |
| ------------ | ------- | ---------------------------------------- | ---------------------- | ---------------------- | ---------------------- | ---------------------- | ---------------------- | ----------- |
| Kati Tolmoff | Simples | IRL C. Magee D 1-2 (21-18; 18-21; 19-21) | Não avançou            | Não avançou            | Não avançou            | Não avançou            | Não avançou            | Não avançou |

### Ciclismo de estrada
Masculino
| Atleta        | Evento             | Final                  | Final   |
| Atleta        | Evento             | Tempo                  | Posição |
| ------------- | ------------------ | ---------------------- | ------- |
| Tanel Kangert | Corrida em estrada | 6h36m48s (+ 12m59s)    | 68º     |
| Rein Taaramäe | Corrida em estrada | 6h30 m49s (+ 7m00s)    | 47º     |
| Rein Taaramäe | Contra o relógio   | 1h05m47s33 (+ 3m35s90) | 16º     |

Feminino
| Atleta       | Evento             | Final                | Final   |
| Atleta       | Evento             | Tempo                | Posição |
| ------------ | ------------------ | -------------------- | ------- |
| Grete Treier | Corrida em estrada | 3h33m17s (+ 00 m53s) | 30º     |

### Ciclismo de pista
Masculino
| Atleta         | Prova      | Qualificação  | Qualificação | 1/16 Finais (Repescagem) | 1/8 Finais (Repescagem) | Quartas                | Semifinais             | Finais (5º-12º lugar)  | Finais (5º-12º lugar) |
| Atleta         | Prova      | Tempo Veloc.  | Pos.         | Adversário e resultado   | Adversário e resultado  | Adversário e resultado | Adversário e resultado | Adversário e resultado | Pos.                  |
| -------------- | ---------- | ------------- | ------------ | ------------------------ | ----------------------- | ---------------------- | ---------------------- | ---------------------- | --------------------- |
| Daniel Novikov | Velocidade | 11.187 64.360 | 21º          | Não avançou              | Não avançou             | Não avançou            | Não avançou            | Não avançou            | Não avançou           |

### Esgrima
Masculino
| Atleta             | Evento            | Fase de 64             | Fase de 32             | Fase de 16             | Quartas de final       | Semifinais             | Disputa Bronze         | Final                  |
| Atleta             | Evento            | Adversário e resultado | Adversário e resultado | Adversário e resultado | Adversário e resultado | Adversário e resultado | Adversário e resultado | Adversário e resultado |
| ------------------ | ----------------- | ---------------------- | ---------------------- | ---------------------- | ---------------------- | ---------------------- | ---------------------- | ---------------------- |
| Nikolai Novosjolov | Espada individual | EGY A. Nabil V 15-8    | FRA J. Jeannet D 14-15 | Não avançou            | Não avançou            | Não avançou            | Não avançou            | Não avançou            |

### Ginástica rítmica
| Equipe       | Evento     | Preliminar | Preliminar | Final       | Final       |
| Equipe       | Evento     | Pontos     | Posição    | Pontos      | Posição     |
| ------------ | ---------- | ---------- | ---------- | ----------- | ----------- |
| Irina Kikkas | Individual | 62,775     | 20º        | Não avançou | Não avançou |

### Judô
Masculino
| Atleta       | Evento  | Preliminares           | Fase de 32               | Fase de 16                    | Quartas                | Semifinais             | Repescagem             | Repescagem             | Repescagem             | Final                  | Final       |
| Atleta       | Evento  | Preliminares           | Fase de 32               | Fase de 16                    | Quartas                | Semifinais             | 1ª fase                | Quartas                | Semifinais             | Final                  | Final       |
| Atleta       | Evento  | Adversário e resultado | Adversário e resultado   | Adversário e resultado        | Adversário e resultado | Adversário e resultado | Adversário e resultado | Adversário e resultado | Adversário e resultado | Adversário e resultado | Pos.        |
| ------------ | ------- | ---------------------- | ------------------------ | ----------------------------- | ---------------------- | ---------------------- | ---------------------- | ---------------------- | ---------------------- | ---------------------- | ----------- |
| Martin Padar | +100 kg |                        | KOR Kim S-B. V 1100-0000 | BRA J. Schlittler D 0000-0010 | Não avançou            | Não avançou            | Não avançou            | Não avançou            | Não avançou            | Não avançou            | Não avançou |

### Natação
Masculino
| Atleta(s)         | Evento       | Eliminatórias | Eliminatórias | Semifinal   | Semifinal   | Final       | Final       |
| Atleta(s)         | Evento       | Tempo         | Posição       | Tempo       | Posição     | Tempo       | Posição     |
| ----------------- | ------------ | ------------- | ------------- | ----------- | ----------- | ----------- | ----------- |
| Miko Mälberg      | 50 m livre   | 22s37 (NR)    | 25º           | Não avançou | Não avançou | Não avançou | Não avançou |
| Danil Haustov     | 100 m livre  | 50s92         | 51º           | Não avançou | Não avançou | Não avançou | Não avançou |
| Vladimir Sidorkin | 200 m livre  | 1m51s27 (NR)  | 45º           | Não avançou | Não avançou | Não avançou | Não avançou |
| Martti Aljand     | 100 m peito  | 1m02s46 (NR)  | 45º           | Não avançou | Não avançou | Não avançou | Não avançou |
| Martti Aljand     | 200 m peito  | 2m16s52       | 46º           | Não avançou | Não avançou | Não avançou | Não avançou |
| Andres Olvik      | 200 m costas | 2m03s66       | 40º           | Não avançou | Não avançou | Não avançou | Não avançou |
| Martin Liivamägi  | 200 m medley | 2m03s56       | 35º           | Não avançou | Não avançou | Não avançou | Não avançou |

Feminino
| Atleta(s)       | Evento          | Eliminatórias | Eliminatórias | Semifinal   | Semifinal   | Final       | Final       |
| Atleta(s)       | Evento          | Tempo         | Posição       | Tempo       | Posição     | Tempo       | Posição     |
| --------------- | --------------- | ------------- | ------------- | ----------- | ----------- | ----------- | ----------- |
| Triin Aljand    | 50 m livre      | 25s29         | 21º           | Não avançou | Não avançou | Não avançou | Não avançou |
| Triin Aljand    | 100 m livre     | 56s10         | 33º           | Não avançou | Não avançou | Não avançou | Não avançou |
| Triin Aljand    | 100 m borboleta | 59s43 (NR)    | 32º           | Não avançou | Não avançou | Não avançou | Não avançou |
| Elina Partõka   | 200 m livre     | 2m00s64 (NR)  | 28º           | Não avançou | Não avançou | Não avançou | Não avançou |
| Anna-Liisa Põld | 200 m medley    | 4m58s21       | 35º           | Não avançou | Não avançou | Não avançou | Não avançou |

### Remo
Masculino
| Equipe                                               | Evento          | Eliminatórias | Eliminatórias | Repescagem | Repescagem | Quartas | Quartas  | Semifinal | Semifinal | Final   | Final                |
| Equipe                                               | Evento          | Tempo         | Posição       | Tempo      | Posição    | Tempo   | Posição  | Tempo     | Posição   | Tempo   | Posição (Pos. final) |
| ---------------------------------------------------- | --------------- | ------------- | ------------- | ---------- | ---------- | ------- | -------- | --------- | --------- | ------- | -------------------- |
| Andrei Jämsa                                         | Skiff simples   | 7m48s20       | 4º Q          |            |            | 7m05s48 | 4º S C/D | 7m16s38   | 2º FC     | 7m19s60 | 5º (17º)             |
| Tõnu Endrekson Jüri Jaanson                          | Skiff duplo     | 6m27s95       | 3º S A/B      |            |            |         |          | 6m21s11   | 2º FA     | 6m29s05 | Medalha de prata     |
| Igor Kuzmin Vladimir Latin Allar Raja Kaspar Taimsoo | Skiff quádruplo | 5m42s22       | 4º R          | 6m01s46    | 1º S A/B   |         |          | 5m54s57   | 4º FB     | 5m48s12 | 3º (9º)              |

### Tênis
Feminino
| Atleta                | Evento  | Fase de 64                 | Fase de 32                               | Fase de 16                | Quartas                | Semifinais             | Final                  | Final       |
| Atleta                | Evento  | Adversário e resultado     | Adversário e resultado                   | Adversário e resultado    | Adversário e resultado | Adversário e resultado | Adversário e resultado | Posição     |
| --------------------- | ------- | -------------------------- | ---------------------------------------- | ------------------------- | ---------------------- | ---------------------- | ---------------------- | ----------- |
| Maret Ani             | Simples | CZE L. Safarova D 4-6, 2-6 | Não avançou                              | Não avançou               | Não avançou            | Não avançou            | Não avançou            | Não avançou |
| Kaia Kanepi           | Simples | ITA F. Pennetta V 6-2, 7-6 | FRA V. Razzano V 6-4, 7-5                | CHN Li N. D 6-4, 2-6, 0-6 | Não avançou            | Não avançou            | Não avançou            | Não avançou |
| Kaia Kanepi Maret Ani | Duplas  |                            | BLR V. Azarenka - T. Poutchek D 2-6, 2-6 | Não avançou               | Não avançou            | Não avançou            | Não avançou            | Não avançou |

### Tiro
Masculino
| Atleta        | Evento | Qualificação | Qualificação | Final       | Final       | Posição |
| Atleta        | Evento | Placar       | Posição      | Placar      | Total       | Posição |
| ------------- | ------ | ------------ | ------------ | ----------- | ----------- | ------- |
| Andrei Inešin | Skeet  | 115          | 18º          | Não avançou | Não avançou | 18º     |

### Triatlo
Masculino
| Atleta       | Evento     | Natação | Natação | Ciclismo | Ciclismo | Corrida | Corrida | Total      | Posição final |
| Atleta       | Evento     | Tempo   | Posição | Tempo    | Posição  | Tempo   | Posição | Total      | Posição final |
| ------------ | ---------- | ------- | ------- | -------- | -------- | ------- | ------- | ---------- | ------------- |
| Marko Albert | Individual | 18m09s  | 9º      | 1m17s50  | 47º      | 35m54s  | 41º     | 1h54m13s58 | 41º           |

### Vela
Masculino
| Atleta            | Evento | Regata | Regata | Regata | Regata | Regata | Regata | Regata | Regata | Regata | Regata | Regata  | Pontos | Posição |
| Atleta            | Evento | 1      | 2      | 3      | 4      | 5      | 6      | 7      | 8      | 9      | 10     | M       | Pontos | Posição |
| ----------------- | ------ | ------ | ------ | ------ | ------ | ------ | ------ | ------ | ------ | ------ | ------ | ------- | ------ | ------- |
| Johannes Ahun     | RS:X   | 35     | 34     | 32     | 34     | 31     | 30     | 29     | 25     | 30     | 28     | Não av. | 273    | 33º     |
| Christoph Bottoni | Laser  | 16     | 20     | 41     | 37     | 38     | 2      | 4      | 35     | 14     |        | Não av. | 166    | 25º     |

### Voleibol de praia
Masculino
| Atleta                   | Fase de grupos | Fase de grupos | Oitavas de final       | Quartas de final       | Semifinais             | Final                  |
| Atleta                   | Adversário e resultado | Pos.           | Adversário e resultado | Adversário e resultado | Adversário e resultado | Adversário e resultado |
| ------------------------ | --- | -------------- | ---------------------- | ---------------------- | ---------------------- | ---------------------- |
| Kristjan Kais Rivo Vesik | ESP P. Herrera/R. Mesa D 0 - 2 (18-21; 21-23) CHN Xu L./Wu P. D 1 - 2 (21-15; 11-21; 13-15) AUT F. Gosch/A. Horst D 1 - 2 (16-21; 21-18; 12-15) | 4º (gr. A)     | Não avançou            | Não avançou            | Não avançou            | Não avançou            |

### Remo
| S | Classificado(a) para as semifinais |    |                        | FA | Final A (disputa de medalhas) |  |  | FD | Final D (sem medalhas) |
| Q | Classificado(a) para as quartas    | FB | Final B (sem medalhas) | FE | Final E (sem medalhas)        |  |  |    |                        |
| R | Classificado(a) para a repescagem  | FC | Final C (sem medalhas) | FF | Final F (sem medalhas)        |  |  |    |                        |

### Vela
| M   | Regata da Medalha da qual só participam os dez primeiros colocados das regatas anteriores  |  |  | CAN | Regata cancelada |
| BFD | Desclassificado por bandeira preta (Black Flag Disqualified)                               |  |  |     |                  |
| UFD | Desclassificado por bandeira "U" (U Flag Disqualified)                                     |  |  |     |                  |
| OCS | Largada queimada (On the Course Side of the starting line)                                 |  |  |     |                  |
| DNE | Desclassificação sem eliminação (infração a um item do regulamento da prova – Did Not End) |  |  |     |                  |